# FIBA Asia Champions Cup 2007
La FIBA Asia Champions Cup 2007 è stata la diciottesima edizione della massima competizione continentale per club di basket dell'Asia organizzata dalla FIBA Asia, la FIBA Asia Champions Cup. 
Il torneo, a cui hanno preso parte 10 squadre provenienti da altrettante nazioni, si è svolto in Kuwait dal 12 al 20 maggio 2007, presso l'Azadi Basketball Hall di Teheran dove si sono giocate tutte le partite.

## Squadre Qualificate
Secondo le regole della FIBA Asia, ogni sottozona aveva a sua disposizione uno slot di qualificazione; mentre la nazione ospitante si qualifica automaticamente. Gli altri tre posti vennero assegnati alle sottozone in base alle prestazioni nella FIBA Asia Champions Cup 2006.
| Asia Centrale | Asia Orientale | Golfo Persico  | Asia Meridionale | Sud-East asiatico               | Asia Occidentale    |
| ------------- | -------------- | -------------- | ---------------- | ------------------------------- | ------------------- |
| Astana Tigers |                | Al-Rayyan Doha | Young Cagers     | San Miguel-Magnolia Philippines | Saba Battery Tehran |
|               |                | Al-Qadisiya    |                  |                                 | Blue Stars Beirut   |
|               |                | Al-Muharraq    |                  |                                 | Arena Basket        |
|               |                |                |                  |                                 | Jalaa Aleppo        |

## Fase a gironi
Tutte le partite si sono giocate secondo l'orario locale (UTC+3:30)

### Gruppo A
| Squadra           | Par      | V        | S        | PF       | PS       | DP       | Pun      |
| ----------------- | -------- | -------- | -------- | -------- | -------- | -------- | -------- |
| Blue Stars Beirut | 2        | 2        | 0        | 177      | 128      | +49      | 4        |
| Al-Rayyan Doha    | 2        | 1        | 1        | 168      | 123      | +45      | 3        |
| Young Cagers      | 2        | 0        | 2        | 107      | 201      | −94      | 2        |
| Arena Basket      | Ritirata | Ritirata | Ritirata | Ritirata | Ritirata | Ritirata | Ritirata |
| Al-Qadisiya       | Ritirata | Ritirata | Ritirata | Ritirata | Ritirata | Ritirata | Ritirata |

### Gruppo B
| Squadra                         | Par | V | S | PF  | PS  | DP   | Pun |
| ------------------------------- | --- | - | - | --- | --- | ---- | --- |
| Saba Battery Tehran             | 4   | 4 | 0 | 352 | 267 | +85  | 8   |
| Jalaa Aleppo                    | 4   | 3 | 1 | 350 | 290 | +60  | 7   |
| Astana Tigers                   | 4   | 2 | 2 | 291 | 298 | −7   | 6   |
| San Miguel-Magnolia Philippines | 4   | 1 | 3 | 333 | 370 | −37  | 5   |
| Al-Muharraq                     | 4   | 0 | 4 | 233 | 334 | −101 | 4   |

## Fase Finale

### Tabellone principale
|  | Quarti di finale 18 Maggio | Quarti di finale 18 Maggio      | Quarti di finale 18 Maggio |              |                                 | Semifinali 19 Maggio | Semifinali 19 Maggio | Semifinali 19 Maggio |  |  | Finale 20 Maggio | Finale 20 Maggio    | Finale 20 Maggio |
|  |                            |                                 |                            |              |                                 |                      |                      |                      |  |  |                  |                     |                  |
|  |                            | Astana Tigers                   | 75                         |              |                                 |                      |                      |                      |  |  |                  |                     |                  |
|  |                            | Al-Rayyan Doha                  | 86                         |              |                                 |                      |                      |                      |  |  |                  |                     |                  |
|  |                            | Al-Rayyan Doha                  | 86                         |              | Al-Rayyan Doha                  | 70                   |                      |                      |  |  |                  |                     |                  |
|  |                            |                                 |                            |              | Al-Rayyan Doha                  | 70                   |                      |                      |  |  |                  |                     |                  |
|  |                            |                                 | Saba Battery Tehran        | 74           |                                 |                      |                      |                      |  |  |                  |                     |                  |
|  |                            |                                 | Saba Battery Tehran        | 74           |                                 |                      |                      |                      |  |  |                  |                     |                  |
|  |                            |                                 |                            |              |                                 |                      |                      |                      |  |  |                  |                     |                  |
|  |                            | Saba Battery Tehran             |                            |              |                                 |                      |                      |                      |  |  |                  |                     |                  |
|  |                            |                                 |                            |              |                                 |                      |                      |                      |  |  |                  | Saba Battery Tehran | 83               |
|  |                            |                                 |                            | Jalaa Aleppo | 75                              |                      |                      |                      |  |  |                  |                     |                  |
|  |                            | San Miguel-Magnolia Philippines | 94                         |              |                                 |                      |                      |                      |  |  |                  |                     |                  |
|  |                            | Blue Stars Beirut               | 83                         |              |                                 |                      |                      |                      |  |  |                  |                     |                  |
|  |                            | Blue Stars Beirut               | 83                         |              | San Miguel-Magnolia Philippines | 77                   |                      |                      |  |  |                  |                     |                  |
|  |                            |                                 |                            |              | San Miguel-Magnolia Philippines | 77                   |                      |                      |  |  |                  |                     |                  |
|  |                            |                                 | Jalaa Aleppo               | 109          |                                 |                      |                      |                      |  |  |                  |                     |                  |
|  |                            | Young Cagers                    | Jalaa Aleppo               | 109          | 79                              |                      |                      |                      |  |  |                  |                     |                  |
|  |                            | Young Cagers                    |                            |              | 79                              |                      |                      |                      |  |  |                  |                     |                  |
|  |                            | Jalaa Aleppo                    | 102                        |              |                                 |                      |                      |                      |  |  |                  |                     |                  |

### Tabellone 5º- 7º posto
|  | Semifinali 19 maggio | Semifinali 19 maggio | Semifinali 19 maggio |               |                   | Finale 5º posto 20 maggio | Finale 5º posto 20 maggio | Finale 5º posto 20 maggio |  |
|  |                      |                      |                      |               |                   |                           |                           |                           |  |
|  | Blue Stars Beirut    | Blue Stars Beirut    | 115                  |               |                   |                           |                           |                           |  |
|  | Blue Stars Beirut    | Blue Stars Beirut    | 115                  |               |                   |                           |                           |                           |  |
|  | Young Cagers         | Young Cagers         | 73                   |               |                   |                           |                           |                           |  |
|  | Young Cagers         | Young Cagers         | 73                   |               | Blue Stars Beirut | Blue Stars Beirut         | 97                        |                           |  |
|  |                      |                      |                      |               | Blue Stars Beirut | Blue Stars Beirut         | 97                        |                           |  |
|  |                      |                      | Astana Tigers        | Astana Tigers | 82                |                           |                           |                           |  |
|  |                      |                      | Astana Tigers        | Astana Tigers | 82                |                           |                           |                           |  |
|  |                      |                      |                      |               |                   |                           |                           |                           |  |
|  | Astana Tigers        |                      |                      |               |                   |                           |                           |                           |  |

### Finale Terzo posto
| Teheran 20 maggio 2007, ore 16:15 UTC+3:30 Finale Terzo posto | Al-Rayyan Doha | 95 – 75 (20-19, 44-35, 71-52) referto | San Miguel-Magnolia Philippines | Azadi Basketball Hall |

### Finale
| Teheran 20 maggio 2007, ore 18:30 UTC+3:30 Finale                                           | Saba Battery Tehran | 83 – 75 (20-13, 41-39, 56-54) referto | Jalaa Aleppo | Azadi Basketball Hall |
| \| \| \| \| \| Bahrami 25 Joseph 16 Behrami 14 \| Punti \| 28 Maadanli 11 Jones 8 Correa \| |                     |                                       |              |                       |
|                                                                                             |                     |                                       |              |                       |
| Bahrami 25 Joseph 16 Behrami 14                                                             | Punti               | 28 Maadanli 11 Jones 8 Correa         |              |                       |

| FIBA Asia Champions Cup 2007  |
| ----------------------------- |
| Saba Battery Tehran 1º Titolo |

## Classifica finale
| Posizione | Squadra                         | Record |
| --------- | ------------------------------- | ------ |
|           | Saba Battery Tehran             | 6–0    |
|           | Jalaa Aleppo                    | 5–2    |
|           | Al-Rayyan Doha                  | 3–2    |
| 4°        | San Miguel-Magnolia Philippines | 2–5    |
| 5°        | Blue Stars Beirut               | 4–1    |
| 6°        | Astana Tigers                   | 2–4    |
| 7°        | Young Cagers                    | 0–4    |
| 8°        | Al-Muharraq                     | 0–4    |

## Premi

### Riconoscimenti individuali
| Riconoscimento                      | Giocatore       | Squadra             | Note  |
| ----------------------------------- | --------------- | ------------------- | ----- |
| FIBA Asia Champions Cup MVP         | Samad Bahrami   | Saba Battery Tehran | [ 3 ] |
| FIBA Asia Champions Cup Best Guard  | Chudney Gray    | Al-Rayyan Doha      | [ 3 ] |
| FIBA Asia Champions Cup Best Center | Garth Joseph    | Saba Battery Tehran | [ 3 ] |
| FIBA Asia Champions Cup Top Scorer  | Michel Maadanli | Jalaa Aleppo        | [ 3 ] |

### Quintetti ideali
| All-FIBA Asia Champions Cup First Team | All-FIBA Asia Champions Cup First Team | All-FIBA Asia Champions Cup Second Team | All-FIBA Asia Champions Cup Second Team |
| -------------------------------------- | -------------------------------------- | --------------------------------------- | --------------------------------------- |
| Chudney Gray                           | Al-Rayyan Doha                         | Mark Caguioa                            | San Miguel-Magnolia Philippines         |
| Michel Maadanli                        | Jalaa Aleppo                           | Gabe Muoneke                            | Saba Battery Tehran                     |
| Samad Bahrami                          | Saba Battery Tehran                    | Isakov Evgeni                           | Astana Tigers                           |
| Danny Seigle                           | San Miguel-Magnolia Philippines        | Erfan Ali Saeed                         | Al-Rayyan Doha                          |
| Garth Joseph                           | Saba Battery Tehran                    | Vincent Jones                           | Jalaa Aleppo                            |